# Albert Baning
Albert Legrand Baning, né le 19 mars 1985, est un footballeur camerounais, évoluant au poste de milieu de terrain défensif. 

## Biographie
Ayant passé quatre ans en Chine durant son adolescence, il parle le chinois et l'anglais en plus de sa langue maternelle, le français. En Chine, il rejoint le centre de formation du Dalian Shide en 2001. En 2003, il termine huitième du championnat de D2 avec Zhuhai Anping ; il inscrit deux buts dans ce championnat. En 2004, il termine deuxième du championnat de D2 avec Zhuhai Zhongbang (nouveau nom du Zhuhai Anping), assurant ainsi la promotion parmi l'élite. Après un rapide crochet par le Cameroun et le Cintra FC, il revient au Shanghai Zobon, nouveau nom du Zhuhai Zhongbang, où il évolue en D1 chinoise. Il marque un but au cours de cette saison 2005 en championnat qui s'achève au onzième rang, suffisant pour assurer le maintien. La saison terminée, il rejoint le FC Aarau en Suisse.
Dans le championnat suisse, il a disputé 17 matches pour trois buts et trois passes décisives entre janvier et mai 2006. Il a de plus joué un match de Coupe de Suisse.
Il est transféré au Paris SG le 13 juillet 2006 en provenance du club suisse du FC Aarau. Après un seul match joué, en Ligue 1, sous les couleurs parisiennes, face à Valenciennes (1-1) et deux matchs en Coupe de l'UEFA, Albert Baning est prêté un an, au CS Sedan Ardennes, sans option d'achat, pour la saison 2007-2008. Il est de nouveau prêté lors de la saison 2008-2009 à Grenoble après avoir disputé les Jeux olympiques ; compétition durant laquelle il se fit expulser lors de ses deux matchs disputés avec la sélection camerounaise.
Il commence la saison 2009-2010 au PSG sans être utilisé en Championnat mais seulement en fin de match contre Boulogne-sur-Mer en Coupe de la Ligue.
Le 26 janvier 2010, il est prêté par le PSG au RC Strasbourg. En fin de contrat en juin 2010, Baning ne convainc pas le nouvel entraîneur strasbourgeois Laurent Fournier de le conserver. Le 29 juin 2010, il s'engage finalement pour une saison avec le club israélien du Maccabi Tel-Aviv. Le 9 juin 2012 Baning a signé pour un an au FC Metz, qui évolue lors de la saison 2012-2013 en National. Son contrat possède un an en bonus en cas de promotion en L2 en fin de saison. Cependant, Baning se blesse durant la pré-saison et manque le début du championnat. Après une saison décevante, le club prend la décision de ne pas prolonger son contrat. Libre de tout contrat, il s'engage en novembre 2013 avec le club bulgare du Slavia Sofia.
Il rejoint en janvier 2014 le CS Sedan Ardennes. Le club joue dans le championnat de National.

## Clubs successifs
| Saison        | Club                     | Pays     | Championnat        | Coupes           |
| ------------- | ------------------------ | -------- | ------------------ | ---------------- |
| 2003-2003     | Zhuhai Anping            | Chine    | ? matchs / 2 buts  | 0 match / 0 but  |
| 2004-2004     | Zhuhai Zhongbang         | Chine    | ? matchs / 1 but   | 0 match / 0 but  |
| 2005-2005     | Shanghai Zobon           | Chine    | 21 matchs / 1 but  | 0 match / 0 but  |
| 2005-2006     | FC Aarau                 | Suisse   | 18 matchs / 3 buts | 1 match / 0 but  |
| 2006-2007     | Paris SG                 | France   | 1 match / 0 but    | 2 matchs / 0 but |
| 2007-2008     | CS Sedan-Ardennes (prêt) | France   | 26 matchs / 0 but  | 6 match / 0 but  |
| 2008-2009     | Grenoble Foot (prêt)     | France   | 19 matchs / 1 but  | 4 matchs / 0 but |
| 2009-jan.2010 | Paris SG                 | France   | 0 match / 0 but    | 1 match / 0 but  |
| jan.2010-2010 | RC Strasbourg            | France   | 10 matchs / 0 but  | 0 match / 0 but  |
| 2010-2011     | Maccabi Tel-Aviv         | Israël   | 1 match / 0 but    | 4 matchs / 0 but |
| 2011-2012     | FC Metz                  | France   | 15 matchs/0 but    |                  |
| 2012-2013     | Slavia Sofia             | Bulgarie | 6 matchs/0 but     |                  |
| 2013-2014     | CS Sedan                 | France   | 8 matchs/0 but     |                  |
| 2014-2015     | CS Sedan                 | France   | 5 matchs/0 but     |                  |

Statistiques arrêtés le 10 juin 2012.

## Palmarès
- Vice-champion de Chine (D2) en 2004 avec Zhuhai Zhongbang

Champion coupe du Val-d’Oise 95 (2022 en football) avec Saint Leu FC